# Ноомін 23
Ноомін 23 (англ. Nohomeen 23) — індіанська резервація в Канаді, у провінції Британська Колумбія, у межах регіонального округу Томпсон-Нікола.

## Населення
За даними перепису 2016 року, індіанська резервація нараховувала 5 осіб. Середня густина населення становила 28,8 осіб/км².

## Клімат
Середня річна температура становить 7,5°C, середня максимальна – 20,6°C, а середня мінімальна – -9,1°C. Середня річна кількість опадів – 523 мм.
| Клімат поселення                              | Клімат поселення | Клімат поселення | Клімат поселення | Клімат поселення | Клімат поселення | Клімат поселення | Клімат поселення | Клімат поселення | Клімат поселення | Клімат поселення | Клімат поселення | Клімат поселення | Клімат поселення |
| Показник                                      | Січ.             | Лют.             | Бер.             | Квіт.            | Трав.            | Черв.            | Лип.             | Серп.            | Вер.             | Жовт.            | Лист.            | Груд.            |                  |
| Середній максимум, °C                         | 2,86             | 5,70             | 9,37             | 13,09            | 17,14            | 20,64            | 20,24            | 20,58            | 16,26            | 10,71            | 4,56             | 0,68             |                  |
| Середня температура, °C                       | −3,12            | −0,31            | 3,39             | 7,11             | 11,16            | 14,64            | 17,52            | 17,88            | 13,56            | 8,01             | 1,84             | −2,04            |                  |
| Середній мінімум, °C                          | −9,12            | −6,3             | −2,58            | 1,12             | 5,18             | 8,66             | 14,82            | 15,17            | 10,85            | 5,30             | −0,86            | −4,74            |                  |
| Норма опадів, мм                              | 72               | 44               | 38               | 24               | 31               | 32               | 29               | 27               | 28               | 48               | 74               | 76               |                  |
| Середньомісячна швидкість вітру, м/с          | 2.04             | 2.10             | 2.40             | 2.62             | 2.42             | 2.40             | 2.20             | 2.00             | 1.82             | 1.95             | 2.03             | 2.03             |                  |
| Середньомісячна сонячна радіація, кДж/м²·день | 3311             | 6500             | 10824            | 15868            | 19554            | 21139            | 21965            | 18824            | 13321            | 7446             | 3668             | 2579             |                  |
| --------------------------------------------- | ---------------- | ---------------- | ---------------- | ---------------- | ---------------- | ---------------- | ---------------- | ---------------- | ---------------- | ---------------- | ---------------- | ---------------- | ---------------- |
| Джерело:                                      |                  |                  |                  |                  |                  |                  |                  |                  |                  |                  |                  |                  |                  |